# جيه. هوفر
جيه. هوفر (بالإنجليزية: J. J. Hoover)‏ (و. 1987  م) هو لاعب كرة قاعدة، من الولايات المتحدة، يلعب كرامٍ مساعد ‏.

## روابط خارجية
- جيه. هوفر على موقع دوري كرة القاعدة الرئيسي (الإنجليزية)
- جيه. هوفر على موقعبيزبول رفرنس.كوم (الدوري الرئيسي) (الإنجليزية)
- جيه. هوفر على موقعبيزبول رفرنس.كوم (الدوري الثانوي) (الإنجليزية)
- جيه. هوفر على موقع إي إس بي إن.كوم (أم.أل.بي) (الإنجليزية)
- جيه. هوفر على موقع مشجعي الرسوم البيانية (الإنجليزية)